# Marvin J. Chomsky
Marvin J. Chomsky (* 23. Mai 1929 in New York City, New York; † 28. März 2022 in Santa Monica, Kalifornien) war ein US-amerikanischer Filmregisseur und -produzent.

## Kurzbiografie
Chomsky begann seine Karriere 1955 als Artdirector (Ausstattungsleiter) und Set Decorator (Innenrequisiteur), unter anderem in der Western-Serie Rauchende Colts, bevor er sich ab 1962 auf die Regie konzentrierte. Zunächst führte er bei unterschiedlichen Fernsehserien Regie, wie unter anderem Raumschiff Enterprise, Kobra, übernehmen Sie, Mannix und Rauchende Colts.
Ab den 1970er-Jahren übernahm er auch bei verschiedenen bekannten Miniserien und Spielfilmen die Regie. Viele der von ihm gedrehten Produktionen spielen vor historischem Hintergrund. Herausragend war dabei Roots über die Rolle der Afroamerikaner in der Geschichte der USA – im Jahr 1977 ein ebenso großer Erfolg bei den Zuschauern wie Kritikern und eine der ersten Miniserien überhaupt. Die Miniserie Holocaust – Die Geschichte der Familie Weiss, die er ein Jahr später inszenierte, regte in Deutschland eine breite Diskussion über den Holocaust an. Ab 1995 war Chomsky nicht mehr aktiv, zuletzt inszenierte er Katharina die Große.
Sein Schaffen als Regisseur umfasst mehr als 65 Produktionen. An rund einem Dutzend Produktionen war er auch als Produzent beteiligt. Neunmal war Chomsky für den Emmy Award nominiert, viermal erhielt er den „Fernsehoscar“: für die Miniserie Holocaust, den Fernsehfilm Attica – Revolte hinter Gittern über den Gefängnisaufstand 1971 in der Attica Correctional Facility, den mehrteiligen Fernsehfilm Inside the Third Reich und die Miniserie Peter der Große.
Marvin J. Chomsky war ein Vetter des US-amerikanischen Linguisten Noam Chomsky. Er hat drei Söhne. Chomsky starb im Alter von 92 Jahren.

## Filmografie (Auswahl)
- 1964–1965: The Doctors And The Nurses (The Nurses, Fernsehserie, drei Folgen)
- 1967–1969: Verrückter wilder Westen (The Wild Wild West, Fernsehserie, elf Folgen)
- 1968–1969: Raumschiff Enterprise (Star Trek: The Original Series, Fernsehserie, drei Folgen)
- 1968–1969: Rauchende Colts (Gunsmoke, Fernsehserie, drei Folgen)
- 1969: Lancer (Fernsehserie, Folge 2x11)
- 1970–1971: The Name of the Game (Fernsehserie, drei Folgen)
- 1970–1971: Kobra, übernehmen Sie (Mission: Impossible, Fernsehserie, vier Folgen)
- 1970–1972: Hawaii Fünf-Null (Hawaii Five-O, Fernsehserie, drei Folgen)
- 1971: Einsatz im Pazifik (Assault on the Wayne, Fernsehfilm)
- 1971: Evel Knievel
- 1971: Ohne Furcht und Sattel (Bearcats!, Fernsehserie, Folge 1x05)
- 1972: Cannon (Fernsehserie, Folge 1x15)
- 1972: Los Angeles 1937 (Banyon, Fernsehserie, zwei Folgen)
- 1972: Sam Cade (Fernsehfilm)
- 1973: Mannix (Fernsehserie, Folge 7x04)
- 1973: Der Magier (The Magician, Fernsehserie, zwei Folgen)
- 1974: The FBI Story – The FBI Versus Alvin Karpis, Public Enemy Number One (Fernsehfilm)
- 1975: FBI – Kampf dem Terror (Attack on Terror: The FBI vs. the Ku Klux Klan, Fernsehfilm)
- 1975: Der letzte Coup (Murph the Surf)
- 1975: Mackintosh und T.J. (Mackintosh and T.J.)
- 1976: Brinks: The Great Robbery (Fernsehfilm)
- 1976: Unternehmen Entebbe (Victory at Entebbe, Fernsehfilm)
- 1977: Roots (Miniserie)
- 1978: Holocaust – Die Geschichte der Familie Weiss (Holocaust, Miniserie)
- 1979: Good Luck, Miss Wyckoff
- 1980: Attica – Revolte hinter Gittern (Attica, Fernsehfilm)
- 1980: Der Krabben-Krieg (King Crab, Fernsehfilm)
- 1981: Evita Peron (Fernsehfilm)
- 1982: Inside the Third Reich (Fernsehfilm)
- 1984: Der Tank (Tank)
- 1985: Robert Kennedy and His Times (Robert Kennedy & His Times, Miniserie, Folge 1x01)
- 1986: Peter der Große (Peter the Great, Miniserie)
- 1986: Alptraum des Grauens (The Deliberate Stranger, Miniserie)
- 1986: Anastasia (Anastasia: The Mystery of Anna, Miniserie)
- 1987: Beverly Hills Boys Club (Billionaire Boys Club, Miniserie)
- 1989: Geheimbund der Rose (Brotherhood of the Rose, Miniserie, zwei Folgen)
- 1991: Die Strauß-Dynastie (The Strauss Dynasty, Miniserie, acht Folgen)
- 1993: Verhängnisvolles Spiel (Telling Secrets, Fernsehfilm)
- 1995: Katharina die Große (Catherine the Great, Fernsehfilm)